# Hungry Eyes
«Hungry Eyes» (с англ. — «Голодные глаза») — песня, исполненная Эриком Карменом и получившая известность благодаря культовому фильму «Грязные танцы» (Dirty Dancing).
Песня была записана в Бичвуде (пригород Кливленда, США, штат Огайо) на студии Beachwood Studios в 1987 году.
В следующем году песня достигла 4-го места в американском хит-параде «Billboard Hot 100». В Великобритании песня смогла занять только 82-е место, однако, ухитрилась продержаться в Top 100 в течение 10 недель.
Авторы песни — Джон Де Никола и Фрэнки Превит. Они являются соавторами (с Дональдом Марковитцем) песни «(I’ve Had) The Time of My Life», которая также прозвучала в фильме «Грязные танцы» и получила премию «Оскар» и премию «Золотой глобус» 1987 года, обе — в категории «лучшая песня» .

## Чарты
| Чарт (1987—1988)                         | Позиция |
| ---------------------------------------- | ------- |
| U.S. Billboard Hot 100                   | 4       |
| U.S. Billboard Adult Contemporary Tracks | 2       |
| Canadian RPM Adult Contemporary          | 6       |
| Canadian RPM Top Singles                 | 2       |
| Dutch Singles Chart                      | 16      |
| New Zealand Singles Chart                | 18      |
| Swedish Singles Chart                    | 6       |
| UK Singles Chart                         | 82      |

## Кавер-версии
Кавер-версии композиции «Hungry Eyes» были исполнены шведским певцом Андерсом Фернетт (Anders Fernette), а также американской поп-панк группой New Found Glory. Песня была записана бонус-треком к их альбому кавер-версий «From the Screen to Your Stereo Part II».
В 2017 году песня была записана американским исполнителем Грейсоном Ченсом и вышла в качестве саундтрека к телесериалу «Грязные танцы».